# Lorraine Gordon
Lorraine Gordon (Nova Jérsia, 15 de outubro de 1922 – Nova Iorque, 9 de junho de 2018) foi uma autora de música de jazz.

## Carreira
Em 2013 Lorraine contribuiu para a música de jazz, foi reconhecida pelo National Endowment for the Arts, e ela recebeu o NEA Jazz Master do Prêmio.

## Morte
Morreu em 9 de junho de 2018, aos 95 anos, em Nova Iorque, nos Estados Unidos.